# Isola di San Pietro (Bulgaria)
L'isola di San Pietro (in bulgaro остров св. Петър, Ostrov sv. Petăr) è un'isola bulgara nel Mar Nero.

## Geografia
Ha una superficie di 0,025 km² e un'altitudine massima di 9 metri sul livello del mare. Conosciuta anche come Isola degli uccelli (Остров на птиците, Ostrov na pticite, in bulgaro), è situata nella Baia di Sozopol, vicino alle isole di Sant'Ivan e San Cirillo.
L'isola di San Pietro non è menzionata in alcuna fonte fino a metà del XIX secolo, e si presume che ciò sia dovuto al fatto che fino ad allora fosse rimasta collegata da un lembo di terra alla vicina isola di Sant'Ivan. Il distacco fra le due isole sarebbe stata la conseguenza di un qualche fenomeno naturale risalente a quel periodo.
Intorno al 1820 alcuni corrispondenti di guerra russi descrissero la presenza di due minuscoli isolotti a est dell'isola, conosciuti con i nomi di Milos e Gata. Negli anni seguenti questi affioramenti sono molto probabilmente stati sommersi dalle acque.

## Archeologia
Sull'isola sono state scoperte le rovine di una cappella risalente al periodo risorgimentale bulgaro nonché alcune antiche ceramiche.